# クリス・キング (企業)
クリス・キング（Chris King ）は、アメリカ合衆国オレゴン州ポートランドにある企業。
自転車用のヘッドセット、ハブのメーカー。「ヘッドと言えばキング」と言われるほどヘッドセットの信頼は厚く、軽量、高精度、高強度、で色とりどりの色彩でユーザーを喜ばせる。ハブに関しては72ノッチの高精度ハブ。近年では乳がん撲滅キャンペーンのピンクカラーをラインナップに展開中。2008年にはシマノのホローテックIIに対応したボトムブラケットを発表。

## 偽物
多くの支持を得る中で最近は偽者も多く出回っており、中には本物と並べないと区別のつかない精巧なものもあり、正規販売店以外での購入には注意が必要である。